# هيلينا ويبر
هيلينا ويبر (بالألمانية: Helene Weber )‏ (و. 1881 – 1962 م) هي سياسية ألمانية، كانت عضوةً في الاتحاد الديمقراطي المسيحي، وحزب الوسط، شاركت في الانتخابات الرئاسية الألمانية الغربية 1949، وParlamentarischer Rat ‏، توفيت في بون، عن عمر يناهز 81 عاماً.

## مناصب
تولت منصب عضو في البوندستاغ الألماني (7 سبتمبر 1949–7 سبتمبر 1953)
- عضو مجلس النواب الألماني للجمهورية فايمار
- عضو مجلس الشورى الموحد شمال الراين وستفاليا
- عضو مجلس الشورى الموحد بروسيا.

## التعليم
تعلمت في جامعة بون.

## جوائز
حصلت على جوائز منها:
- الصليب الأكبر من وسام استحقاق جمهورية ألمانيا الاتحادية (1961)
- صليب القائد لنيشان استحقاق جمهورية ألمانيا الاتحادية (1956).

## روابط خارجية
- هيلينا ويبر على موقع مونزينجر (الألمانية)